# Erich Raschick
Erich Raschick (* 15. April 1882 in Freienwalde (Oder); † 31. Mai 1946 im Speziallager Nr. 1 des NKWD bei Mühlberg) war ein deutscher General der Infanterie der Wehrmacht im Zweiten Weltkrieg.

## Leben
Erich Raschick trat Anfang März 1902 als Fahnenjunker in die Armee ein, wurde am 18. August 1903 beim Infanterie-Regiment Nr. 165 zum Leutnant befördert und diente als Offizier im Ersten Weltkrieg. Für sein Wirken erhielt er beide Klassen des Eisernen Kreuzes, das Ritterkreuz des Königlichen Hausordens von Hohenzollern mit Schwertern sowie das Hamburger Hanseatenkreuz.
Nach Ende des Krieges wurde er in die Reichswehr übernommen, war 1923 im Stab des Gruppenkommando 1. Im Februar 1929 wurde Raschick zum Oberstleutnant und im Oktober 1931 zum Oberst befördert. Ab März 1934 war er als Artillerieführer IV (auch Wehrgauleitung Dresden) im Wehrkreis IV in Dresden eingesetzt, ab September 1934 im Dienstgrad eines Generalmajors. Im Oktober 1934 wurde er erster Kommandeur der aus dem Artillerieführer IV hervorgegangenen, neu aufgestellten 4. Infanterie-Division und blieb dies, im August 1936 zum Generalleutnant befördert, bis Mitte November 1938. Anschließend war er ab Ende November 1938 einziger Kommandeur des Kommandostabs Eifel und ab März 1939 in gleicher Position des aus dem Kommandostab Eifel gebildeten Generalkommando der Grenztruppen Eifel. Das Generalkommando wurde unter seinem Kommando nicht kriegerisch eingesetzt. Im April 1939 erfolgte seine Beförderung zum General der Infanterie.
Nach dem Beginn des Zweiten Weltkriegs übernahm er im September und Oktober 1939 als Kommandierender General das aus seiner ehemaligen Dienststellung neu gebildete XXIII. Armeekorps. Anschließend war Raschick Kommandierender General das neu aufgestellten XXXVII. Armeekorps, welches später in den Niederlanden eingesetzt wurde. Von März 1940 wurde er ein Jahr General z.b.V. II und musste diese Position mit der Umgliederung zum Befehlshaber rückwärtiges Heeresgebiet 102 räumen. Er wurde für zwei Monate in die Führerreserve versetzt. Am 1. August 1943 wurde er mit dem Deutschen Kreuz in Silber ausgezeichnet. Bis Ende Juli 1944 war er Kommandierender General des Stellvertretenden Generalkommando X. Armeekorps in Hamburg und zugleich Befehlshaber im Wehrkreis X. Zu Kriegsende geriet er in russische Gefangenschaft, war Insasse des Speziallager Nr. 1 Mühlberg und starb dort.